# Aborted

логотип гурту

Aborted — бельгійський музичний гурт, що працює у напрямках дез-метал і грайндкор. З'явився 1995 року і з тих пір багато разів змінював свій склад, набувши статусу інтернаціонального. Єдиним постійним учасником гурту є його засновник - вокаліст Свен де Калюве.
Тематика пісень групи ґрунтується на різного роду жахах, властивих дез-металу, за рідкісним винятком, коли в тексти домішується щось, що додає якусь смислову загадку і наповнює музику прихованим підтекстом відступаючим трохи від тематики насильства. Майже всі тексти пісень написані вокалістом Свеном де Калюве, а музика ж пишеться групою в цілому, іноді за сприяння колег.
Студійні альбоми
- The Purity of Perversion (Uxicon, 1999)
- Engineering the Dead (Listenable, 2001)
- Goremageddon: The Saw and the Carnage Done (Listenable, 2003)
- The Archaic Abattoir (Listenable, 2005)
- Slaughter & Apparatus: A Methodical Overture (Century Media, 2007)
- Strychnine.213 (Century Media, 2008)

Відеокліпи
- Meticulous Invagination (2003)
- Dead Wreckoning (2005)
- A Cold Logistic Slaughter (смонтировано из концертного видео) (2006)
- The Chondin Enigma (2007)